# Thaptomys nigrita
Thaptomys nigrita là một loài động vật có vú trong họ Cricetidae, bộ Gặm nhấm. Loài này được Lichtenstein mô tả năm 1829.

## Hình ảnh

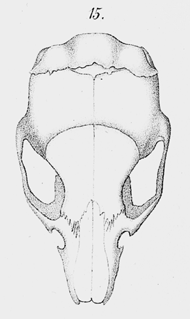
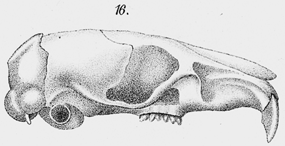
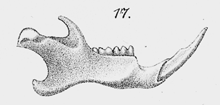
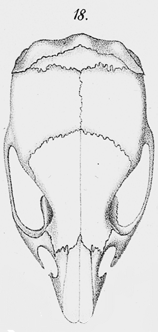